# Пауэлл, Чарльз
Чарльз Эдвин Пауэлл (англ. Charles Edwin Powell; род. 5 апреля 1963, Миссури-Сити, Техас, США) — американский актёр и игрок в гольф. Наиболее известен по роли Гарольда Бейтса в сериале «Школа первых ракеток» и Мишеля в сериале «Ларго Винч», а также по ролям в фильмах Кристиана Дюге.

## Биография
Чарльз Эдвин Пауэлл родился в Миссури-Сити в 1963 году. Начал играть в гольф в очень раннем возрасте, и даже выиграл несколько турниров. Выиграл свой первый турнир по гольфу в возрасте 7 лет и последний в возрасте 14 лет, где он победил на чемпионате Техаса в Riverbend Country Club, установив рекорд (для своей возрастной группы) в 86 очков. Затем Чарльз учился в Университете имени Стивена Ф. Остина, в студенческие годы играл в регби. Имеет степень бакалавра в области биологии.

## Личная жизнь
Состоит в браке с адвокатом Кэтрин Пауэлл с 2004 года. Супруги живут в Нью-Йорке. У актёра есть брат, музыкант Даг Пауэлл.

## Фильмография
| Год       |   | Русское название      | Оригинальное название   | Роль             |
| --------- | - | --------------------- | ----------------------- | ---------------- |
| 1990      | ф | Изгоняющий дьявола 3  | The Exorcist III        | Пациент Икс      |
| 1994      | ф | Воин племени шайеннов | Cheyenne Warrior        | Мэттью Карвер    |
| 1995      | ф | Меч короля Артура     | Kids of the Round Table | Полицейский      |
| 1995      | ф | Крикуны               | Screamers               | Росс             |
| 1997      | ф | Скорбь                | Affliction              | Джимми Дэйн      |
| 1999      | ф | Нарушительница        | The Intruder            | Ник Джерард      |
| 2000      | ф | Свидетель             | Eye of the Beholder     | Оуэн             |
| 2001—2003 | с | Ларго Винч            | Largo Winch             | Мишель Кардиньяк |
| 2000      | ф | Ночной свет           | Nightlight              | Дэвид Джейкобсон |
| 2000      | ф | Обмен телами          | Xchange                 | Куэйл Скотт      |
| 2002      | ф | Боязнь темноты        | Fear of the Dark        | Эрик Биллингс    |
| 2004—2006 | с | Школа первых ракеток  | 15/Love                 | Гарольд Бейтс    |